# Les Aventures de Gérard Lambert
Les Aventures de Gérard Lambert est une chanson de Renaud sortie en 1980 sur l'album Marche à l'ombre.
Elle a inspiré le titre de l'album Le Retour de Gérard Lambert (1981).

## Albums
La chanson figure notamment sur les albums :
- Marche à l'ombre (février 1980)
- Renaud à Bobino (1980)
- Un Olympia pour moi tout seul (1982)
- Le Retour de la Chetron Sauvage (concert de 1986, CD en 1995)

## Thématique
Cette chanson à texte raconte l'aventure pitoyable d'un antihéros nommé Gérard Lambert. Le 14 avril 1977, en pleine nuit, alors qu'il est au guidon de sa mobylette entre Rungis et Longjumeau, il est victime d'une panne d'essence. Il décide de voler de l'essence dans les réservoirs de voitures garées à proximité, dont il crève les pneus par plaisir. Malgré son vol, il ne parvient pas à faire repartir le moteur de sa mobylette. Il tente de réparer son engin. C'est alors que surgit un petit loubard aux cheveux blonds. Stressé, fatigué et gêné d'être dérangé dans son activité de réparation, Gérard Lambert s'empare d'une clef à molette et fracasse le crâne du loubard.
La morale du récit, selon la dernière phrase de la chanson, est qu’« il faut pas gonfler Gérard Lambert quand il répare sa mobylette ».
Le personnage de la chanson est inspiré de l'acteur Gérard Lanvin,,, dont Renaud avait « volé » l'épouse, Dominique Quilichini. C'est elle qui a raconté à Renaud la vie de banlieusard de Gérard Lanvin, avec qui elle avait vécu dix ans. Cette chanson parodie également le Petit Prince.

## Adaptation
Gérard Lambert a fait l'objet d'une adaptation en bande dessinée en deux volumes réalisée par Jacques Armand au début de sa carrière, ainsi qu'une autre plus courte par François Boucq dans l'album collectif La Bande à Renaud paru aux éditions Delcourt en 1986.